# Balangay

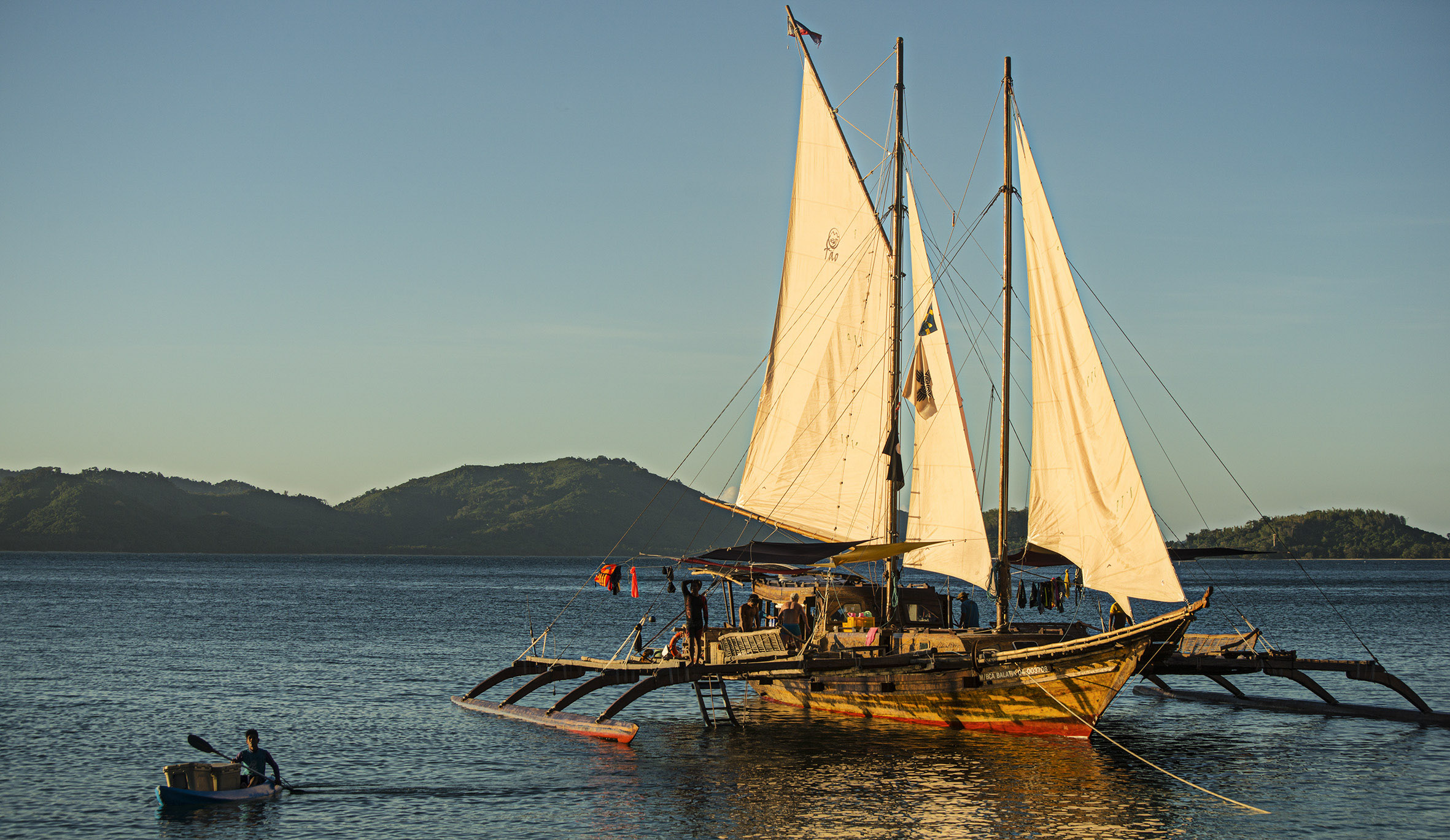
Balangay mit Ausleger

Balangay, auch als Balanghai bezeichnet, ist ein Langboot, das auf den Philippinen während des Mittelalters als Kriegs-, Handels- und Personenschiff verwendet wurde. Elf hochseetaugliche Schiffe wurden bei Ausgrabungen in der Stadt Butuan City auf der Insel Mindanao geborgen. Diese sind als Butuan-Boote bekannt geworden und gelten als archäologisch und historisch besonders wertvoll, da der Balangay der einzige bekannte Bootstyp ist, der nur in Südostasien über einen Zeitraum von 1.300 Jahren Verwendung fand. Das Wort Balangay entstammt der austronesischen Sprachenfamilie und bedeutet Segelboot.

## Balangay-Bootstypen
Die bekannten Balangaybootstypen umfassen sowohl Ruder-, als auch reine Segelschiffe. Das Volk der Tau (auch Yami genannt) auf der zu Taiwan gehörenden Insel Lan Yu verwendet Balangays bis heute als Ruderboote für den Kurzstreckenverkehr auf See. Eine ähnliche Bootsform verwenden auch die Bewohner im Malaiischen Archipel, in Indonesien und Malaysia.

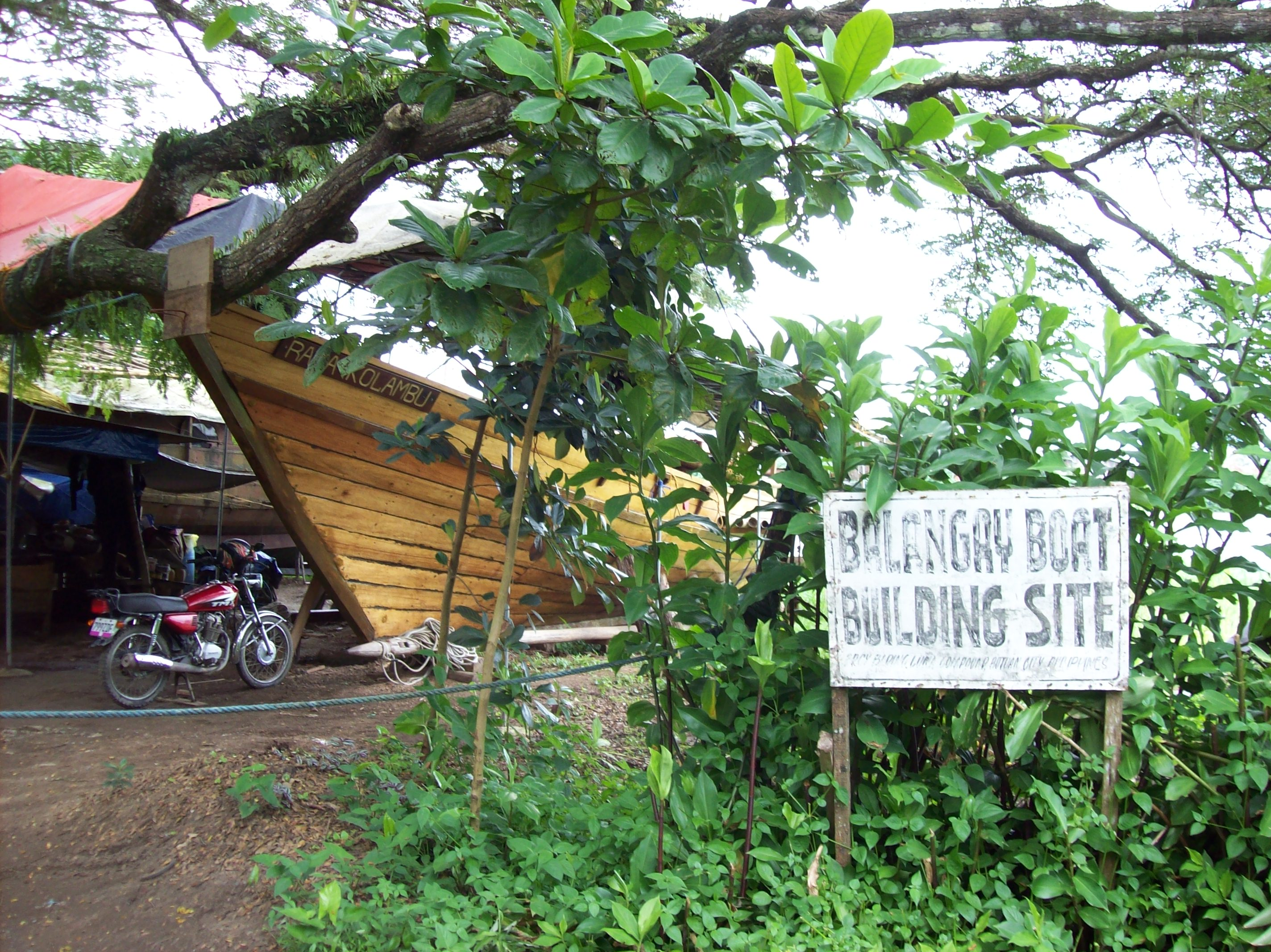
Balangay Bootswerft in Butuan City, 2024

Die bei den archäologischen Ausgrabungen in Butuan City zu Tage geförderten Schiffe waren hingegen reine hochseetaugliche Segelschiffe. Sie waren circa 15 Meter lang, bis vier Meter breit und konnten bis zu 90 Personen befördern. Die Beplankung der Schiffe ähnelt der in Europa entwickelten Kraweelbauweise. Die Boote hatten keine hohen Aufbauten, jedoch konnte ein flacher, hausähnlicher Unterstand, der ein Drittel der Bootslänge entsprach, nachgewiesen werden. Der Segeltyp entsprach dem eines Lateinersegel, dem es den Schiffen ermöglichte, gegen den Wind zu kreuzen. Der Bau des ältesten Balangay konnte um das Jahr 320 n. Chr. festgelegt werden, die anderen zehn Schiffe stammen aus dem 10. bis 12. Jahrhundert n. Chr. Ein ausgegrabenes Boot befindet sich im Balangay-Shrine-Museum in Butuan City, ein anderes im Nationalmuseum der Philippinen in Manila. Drei Nachbauten des Balangays befinden sich seit 2009 wieder auf hoher See und konnte bereits mehrere tausend Seemeilen zurücklegen. Diese Boote wurden auf die Namen Masawa Hong Butuan, Diwata ng Lahi und Sama Tawi Tawi getauft.

## Historische Bedeutung der Balangays

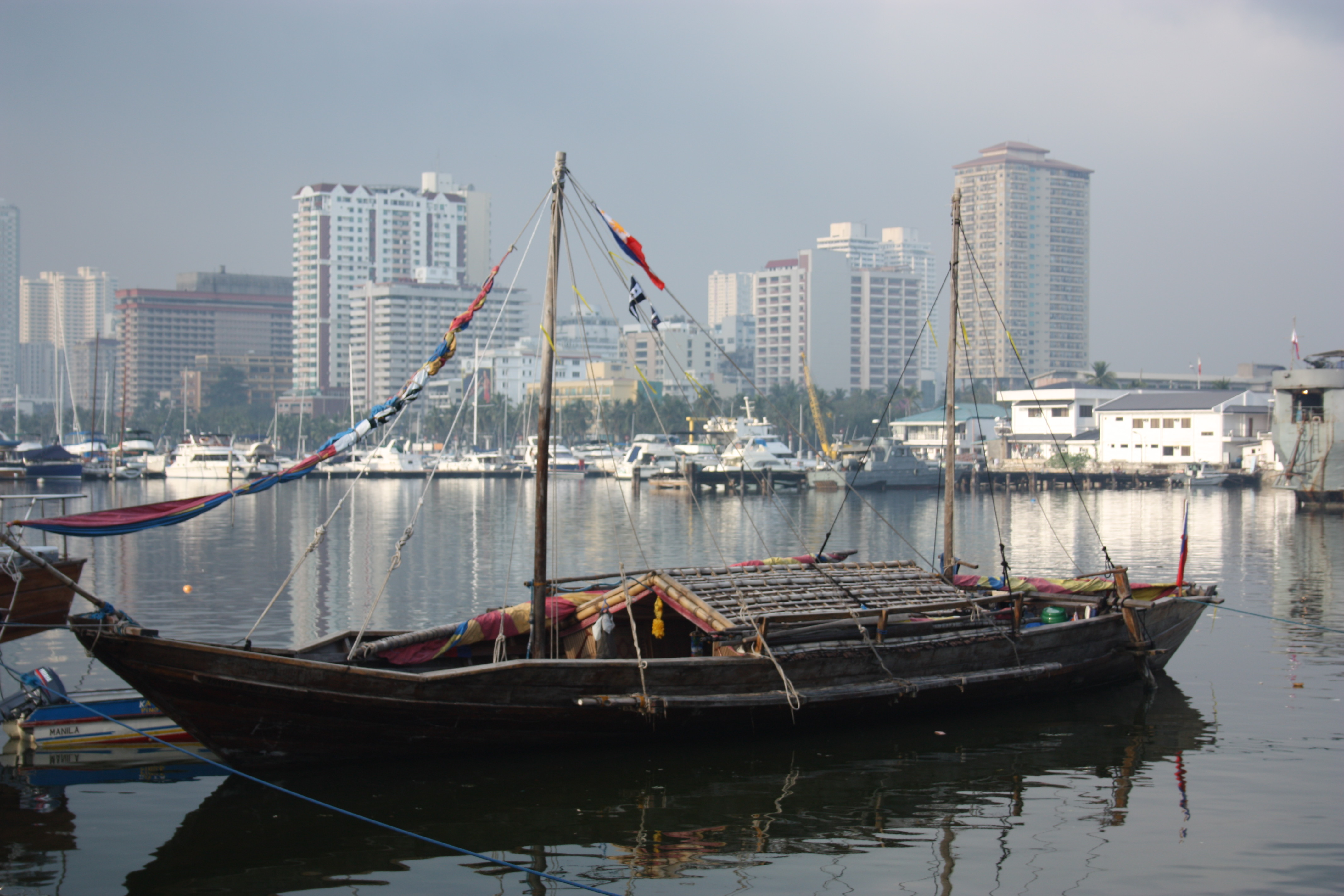
Balangay-Nachbau im Hafen von Manila im Jahr 2010

Die Funde in Butuan konnten chinesische Berichte bestätigen, wonach Kaufleute von den Philippinen in das China der Song-Dynastie segelten, um Handel zu treiben. Typische Handelsprodukte der Filipinos waren unter anderem Bienenwachs, Betelnüsse, Stoffe und Perlen. Der älteste dieser Berichte, aus Kanton, stammt von einem Chronisten und ist auf das Jahr 982 n. Chr. datiert. Die Kaufleute stammten von der Insel Ma-i, was den Quellen zufolge Mindoro entspricht. Andere Berichte über philippinische Kaufleute stammen von Chronisten der Yuan-Dynastie und Ming-Dynastie. Übereinstimmend berichten die chinesischen Quellen, dass die philippinischen Kaufleute mit eigenen Schiffen nach China gelangten, den Balangays. Zwei weitere Schiffe dieser Bauart wurden auf Sumatra und der malaiischen Halbinsel gefunden. Dieses deutet darauf hin, dass dieser Bootstyp auf Handelsrouten in ganz Südostasien in Gebrauch war.

## Historische Berichte über Balangays
Die ersten historischen Berichte über den Schiffstyp des Balangay stammen ausnahmslos von spanischen Chronisten. Der erste stammt aus dem Jahr 1521 vom Chronisten Antonio Pigafetta, welcher der Expedition des Ferdinand Magellan angehörte. Er schrieb: „Wir trafen auf zwei Balanghai genannte Schiffe, die voller Männer waren. Auf einem der beiden residierte ein König mit seinem Gefolge“. Ein anderer entstand 1542 von Ruy López de Villalobos. Weitere spanische Dokumente legen nahe, dass im 16. Jahrhundert Balangays von den Philippinen auch nach Borneo, Thailand und Japan segelten. Im 17. Jahrhundert starb der Bootstyp dann jedoch aus, da Filipinos keine eigenen hochseetauglichen Schiffe mehr besitzen durften. Auch waren die spanischen Karavellen leistungsfähiger und konnten mehr Ladung aufnehmen.

## Soziologische Bedeutung
In der vorkolonialen Zeit war das Wort Balangay nicht nur eine Bezeichnung für Boote und Segelschiffe auf den Philippinen. Das Wort bezeichnete auch ein Dorf oder einen Familienclan, der an der Küste siedelte und circa 30 bis 100 Familien umfassen konnte. Diesem stand ein Datu vor. Aus dem Begriff wurde von den Spaniern der Begriff Cabeza de Barangay abgeleitet, bevor sich die bis heute verwendete Kurzform Barangay aus diesem entwickelte.